# Celeste Cortesi

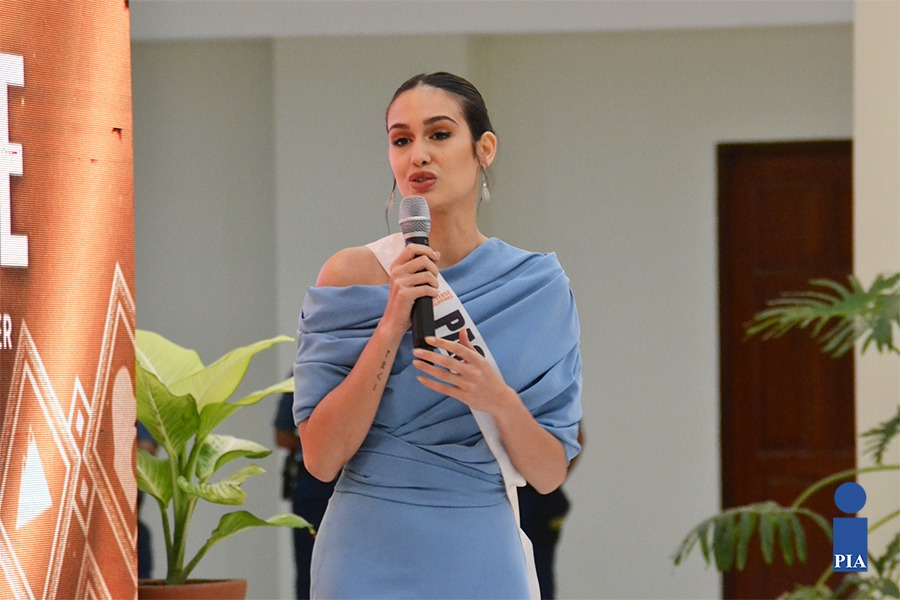
Celeste Cortesi, 2022

Silvia Celeste Rabimbi Cortesi (* 15. Dezember 1997 in Pasay) ist ein philippinisch-italienisches Model und Schönheitskönigin. Sie wurde zur Miss Universe Philippinen 2022 gekrönt.
Im Jahr 2018 war zuvor zur Miss Earth Philippinen 2018 gekrönt worden. Sie vertrat die Philippinen beim Miss Earth 2018-Wettbewerb, bei dem sie unter die Top 8 kam.

## Biografie
Cortesi wurde in Pasay, Metro Manila, Philippinen, als Sohn einer philippinischen Mutter, die in Camarines Sur, Philippinen, geboren wurde, und eines italienischen Vaters, der in Venezuela geboren wurde, geboren.
Cortesi arbeitet als Model in Italien. Sie besuchte die Philippinen zum ersten Mal als Kandidatin für Miss Earth Philippines 2018 und vertrat die philippinische Gemeinschaft von Rom, Italien.
Am 19. Mai 2018 wurde sie von der scheidenden Titelverteidigerin Karen Ibasco zur Miss Earth Philippinen 2018 gekrönt. Nachdem sie den Miss Earth Philippinen 2018-Wettbewerb gewonnen hatte, erhielt sie das Recht, die Philippinen beim Miss Earth 2018-Wettbewerb zu vertreten. Am Ende des Wettbewerbs endete sie als Top-8-Finalistin. 
Am 30. April 2022 wurde Cortesi von der scheidenden Miss Universe Philippinen 2021 Beatrice Gomez zur Miss Universe Philippinen 2022 gekrönt und wird die Philippinen beim Miss Universe 2022-Wettbewerb vertreten.